# Société nigérienne de transports de voyageurs
La Société nigérienne de transports de voyageurs (SNTV) est une société anonyme à capitaux privés assurant le transport routier interurbain de voyageurs. Elle assure également la liaison avec quelques capitales et grandes villes des pays voisins.
La société a été créée en 1996 à partir de la branche voyageurs de la Société nationale des transports nigériens (SNTN) alors en difficulté financière
.
Son siège social est installé à Niamey.